# Eduard Braesicke
Eduard David Braesicke (* um 1800; † nach 1860) war ein deutscher Pädagoge und Schulbuchautor.

## Leben
1834 war er interimistischer Küster in Alt-Landsberg bei Berlin und wurde zum offiziellen Küster der Schlosskirche und vierten Lehrer der Stadtschule berufen. 1841 wurde Braesicke Konrektor in Liebenwalde. In dieser Zeit verfasste er die ersten Lehrbücher. 1846 wurde er Konrektor in Strasburg in der Uckermark.

## Schriften (Auswahl)
Er verfasste Lehrbücher, Nachschlagewerke mit Rechentabellen und weitere Bücher.
- Lehrbuch der reinen und angewandten Arithmetik für höhere und niedere Knaben- und Töchterschulen, 1838
- Der Rechenmeister, oder die Kunst, in 30 Stunden alle arithmetischen Aufgaben, welche bei Beamten, Geschäftsleuten und Gewerbetreibenden vorkommen (...), 1843, weitere Auflagen 1845, 1849
- Neuester deutscher Correspondent; oder: Musterschatz zahlreicher Beispiele zu ausführlichen Regeln über die Form und den Inhalt aller (...) Aufsätze, 1853
- Pfennig-Schatz oder sechsundneunzig Stunden Unterricht in der deutschen Sprache (...), 1853
- Der ausführliche Deutsche Sprachmeister oder die Kunst, in viermal vierundzwanzig Stunden oder in sechsundneunzig Lectionen alle Gesetze, Regeln, (...), 1853
- Der bayerische Rechenmeister, 1856
- Der Oesterreichische Rechenmeister: oder die Kunst: in 30 Stunden alle arithmetischen Aufgaben, welche bei allen Ständen und in allen Fällen des bürgerlichen Lebens und öffentlichen Verkehrs vorkommen, schnell und sicher lösen zu lernen ; ein Buch für Jedermann ; mit ausführlichen Münz-, Maaß- und Gewichts-Tabellen und über 5000 Aufgaben versehen. Verlag Carl Heymann, Berlin 1858
- Der Ungarische Rechenmeister oder die Kunst, in 30 Stunden alle arithmetischen Aufgaben, welche bei allen Ständen und in allen Fällen des bürgerlichen Lebens und öffentlichen (...), 1858
- Der ausführliche Deutsche Sprachmeister oder die Kunst, in sechsundneunzig Stunden alle Gesetze, Regeln, Ausnahmen und Gebräuche der deutschen Sprache (...), 1860